# Rabid Records
Rabid Records, svenskt skivbolag baserat i Stockholm. Startat 1998 av medlemmarna i gruppen Honey Is Cool. Det drivs idag av Karin Dreijer och Olof Dreijer.
Har släppt skivor med Honey Is Cool, Rockmonster, Monster & Maskiner, Calle P, The Knife och Jenny Wilson.
Under flera år existerade bolaget bara för att ge ut The Knife, men 2005 gav de ut Jenny Wilsons solodebut.